# یوگنیا مدویدوا-آربوزوا
یوگنیا ولادیمیرونا مدویدوا (روسی: Евге́ния Влади́мировна Медве́дева-Арбу́зова؛  – ) یک اسکی‌باز صحرانوردی و از برندگان مدال طلا المپیک اهل روسیه بود. او در بازی‌های المپیک زمستانی ۲۰۰۶ که در شهر تورین ایتالیا برگزار شد در رشته ۴ در ۵ کیلومتر مدال طلا و در مسابقه ۷٫۵ کیلومتر مدال برنز را کسب کرد.